# بیلتشیتسه
بیلتشیتسه (به چکی: Bělčice) یک منطقهٔ مسکونی و شهرستان دارای شهرک سابقاً روستا در جمهوری چک است که در ناحیه ستراکونیتسه واقع شده‌است. بیلتشیتسه ۳۴٫۳۲ کیلومتر مربع مساحت و ۹۸۲ نفر جمعیت دارد و ۵۲۶ متر بالاتر از سطح دریا واقع شده‌است.